# XXXV Festival Internacional de Cinema Fantàstic de Catalunya
La XXXV edició del Sitges Festival Internacional de Cinema de Catalunya (abans, Festival Internacional de Cinema Fantàstic de Sitges) es va organitzar del 3 al 13 d'octubre de 2002 dirigida per Àngel Sala. Tot i apostar per l'austeritat, van visitar el festival Vincenzo Natali, Vin Diesel, Santiago Segura, Ray Liotta, Guillermo del Toro, Anthony Hopkins i David Cronenberg, qui va rebre el premi Màquina del Temps. En la secció Anima't es va retre homenatge als animadors Hayao Miyazaki i Chuck Jones, i es van dedicar retrospectives a Joanna Quinn i a la National Film Board of Canada, així com les retrospectives temàtiques Fantípodes (cinema fantàstic d'Austràlia i Nova Zelanda), Eurowestern i Nova Carn. Es van projectar 120 pel·lícules, 26 d'elles a la secció oficial, i fou inaugurat amb la projecció de Darkness de Jaume Balagueró i un homenatge a José Luis López Vázquez.

## Pel·lícules projectades

### Secció oficial Fantàstic
- Cabin Fever d'Eli Roth
- Cypher de Vincenzo Natali
- Darkness de Jaume Balagueró
- Deathwatch de M. J. Bassett
- Demonlover d'Olivier Assayas
- Dog Soldiers de Neil Marshall
- Dracula: Pages from a Virgin's Diary de Guy Maddin
- The eye (L'ull) dels Germans Pang
- Aigua fosca de Hideo Nakata
- Asesino en serio d'Antonio Urrutia
- May de Lucky McKee
- Reign of Fire de Rob Bowman
- Rokugatsu no hebi (A Snake of June) de Shinya Tsukamoto
- L'arca russa d'Aleksandr Sokúrov
- El segon nom de Paco Plaza
- El viatge de Chihiro de Hayao Miyazaki
- Spider de David Cronenberg
- La Vie nouvelle de Philippe Grandrieux
- Trece badaladas de Xavier Villaverde
- Ted Bundy de Matthew Bright
- Dolls de Takeshi Kitano
- The Discovery of Heaven de Jeroen Krabbé
- Femme Fatale de Brian de Palma
- FeardotCom de William Malone
- Pacto de brujas de Javier Elorrieta
- My Little Eye de Marc Evans

### Gran Angular
- 800 balas d'Álex de la Iglesia
- Red Dragon d'Brett Ratner
- Aro Tolbukhin, dins la ment de l'assassí d'Agustí Villaronga
- Bloody Mallory de Julien Magnat
- Cravan vs Cravan d'Isaki Lacuesta[6]
- Halloween: Resurrection de Rick Rosenthal
- Human Nature de Michel Gondry
- Irréversible de Gaspar Noé
- Les regles del joc de Roger Avary
- Soft for Digging de J. T. Petty
- El mar de Salton de D. J. Caruso
- Narc de Joe Carnahan[7]
- The Guru de Daisy von Scherler Mayer[8]

### Orient Express
- Araburu tamashii-tachi (Agitator) de Takashi Miike
- Boksuneun naui geot (Sympathy for mr. Vengeance) de Park Chan-wook
- Dead or Alive: Final de Takashi Miike
- Devdas de Sanjay Leela Bhansali
- Ichi the Killer de Takashi Miike
- Na-Bbun-Nam-Ja (Bad Guy) de Kim Ki-duk
- Pee Sam Baht (Bangkok Haunted) de Pisut Praesangeam i Oxide Pang
- Pido Nummuldo Eobshi (No Blood No Tears), de Ryoo Seung-wan
- Public Enemy de Kang Woo-suk
- Say Yes de Kim Sung-hong
- Zu – La llegenda de Tsui Hark

### Sessions especials
- Dracula (1958) de Terence Fisher
- Flash Gordon (1980) de Mike Hodges
- Un final made in Hollywood (2002) de Woody Allen

### Anima't
- Kaubōi Bibappu: Tengoku no Tobira (Cowboy Bebop: Knockin’ on Heaven’s Door) de. Shinichiro Watanabe
- WXIII: Patlabor the Movie 3 de Takuji Endō
- My Life as McDull de Toe Yuen
- My Beautiful Girl, Mari de Lee Sung-gang
- Mercano, el marciano de Juan Antin
- Parumu no Ki (A Tree of Palme) de Takashi Nakamura

## Jurat
El jurat internacional va estar format per Goya Toledo, Harry Knowles, Pete Tombs, Mercedes Abad i Carlos Molinero.

## Premis
Els premis d'aquesta edició foren:
| Categoria                                           | Premiat                                       | Treball           |
| --------------------------------------------------- | --------------------------------------------- | ----------------- |
| Premi al millor director                            | David Cronenberg                              | Spider            |
| Premi a la millor pel·lícula                        | Dracula: Pages from a Virgin's Diary          | Guy Maddin        |
| Premi a la millor actriu                            | Angela Bettis                                 | May               |
| Premi al millor actor                               | Jeremy Northam                                | Cypher            |
| Premi al millor guió                                | Lucky McKee                                   | May               |
| Premi a la millor fotografia                        | Decha Srimantra                               | The eye (L'ull)   |
| Premi al millor banda sonora                        | Sonic Youth                                   | Demonlover        |
| Premi als millors efectes especials                 | Richard R. Hoover                             | Reign of Fire     |
| Premi al millor make-up                             | Howard Berger, Robert Kurtzman, Greg Nicotero | Cabin Fever       |
| Premi a la millor direcció artística                | Shinya Tsukamoto                              | Rokugatsu no hebi |
| Premi al millor Curtmetratge                        | Hélène Cattet i Bruno Forzani                 | La chambre jaune  |
| Premi al millor curtmetratge d'animació             | La mort de Tau                                | Jérôme Boulbès    |
| Premi Orient Express                                | Araburu tamashii-tachi                        | Takashi Miike     |
| Premi Orient Express                                | Bad Guy                                       | Kim Ki-duk        |
| Premi del Públic al millor llargmetratge d'animació | Mercano, el marciano                          | Juan Antin        |
| Premi del Públic al millor curtmetratge d'animació  | Last Rumba in Rochdale                        | John Chorlton     |
| Premi Honorífic Màquina del Temps                   | David Cronenberg Guillermo del Toro           |                   |
| Premi Honorífic The General                         | Dino de Laurentiis                            |                   |
| Premi Ciutadà Kane a la direcció revelació          | Cravan vs Cravan                              | Isaki Lacuesta    |
| Premi de la Crítica José Luis Guarner               | Demonlover                                    | Olivier Assayas   |
| Premi Méliès d'argent al millor llargmetratge       | El segon nom                                  | Paco Plaza        |
| Premi Méliès d'argent al millor curtmetratge        | Cry for Bobo                                  | David Cairns      |
| Premi Gran Angular a la millor pel·lícula           | Cravan vs Cravan                              | Isaki Lacuesta    |